# Вайсенберг
Вайсенберг (на немски: Weißenberg; на горнолужишки: Wóspork) е град в Германия, разположен в окръг Бауцен, провинция Саксония. Към 31 декември 2011 година населението на града е 3345 души.